# Nick Savrinn
Nick Savrinn interpretat de Frank Grillo, este un personaj din serialul de televiziune Prison Break difuzat de Fox.